# NGC 288
NGC 288 ist ein Kugelsternhaufen im Sternbild Bildhauer am Südsternhimmel. Er hat eine Winkelausdehnung von 13′ und eine scheinbare Helligkeit von 9,37 mag. Seine Entfernung zur Sonne beträgt etwa 30.000 Lichtjahre, sein Durchmesser rund 120 Lichtjahre.
Das Objekt wurde am 27. Oktober 1785 von dem deutsch-britischen Astronomen Friedrich Wilhelm Herschel entdeckt.